# Illunnguit
Illunnguit är en ö i Grönland (Kungariket Danmark).   Den ligger i kommunen Qaasuitsup, i den västra delen av Grönland, 1 000 km norr om huvudstaden Nuuk. Arean är 19,0 kvadratkilometer.
Terrängen på Illunnguit är lite kuperad. Öns högsta punkt är 331 meter över havet. Den sträcker sig 5,4 kilometer i nord-sydlig riktning, och 5,8 kilometer i öst-västlig riktning.